# Muraena appendiculata
Muraena appendiculata je murina koja živi u jugoistočnom Tihom oceanu oko Čilea. Opisao ga je Alphone Guichenot 1848. godine, izvorno pod rodom Muraenophis

## Vanjske poveznice
|  | Zajednički poslužitelj ima još gradiva o temi Muraena appendiculata |
|  | Wikivrste imaju podatke o taksonu Muraena appendiculata             |